# Fischerhaus (Nauen)

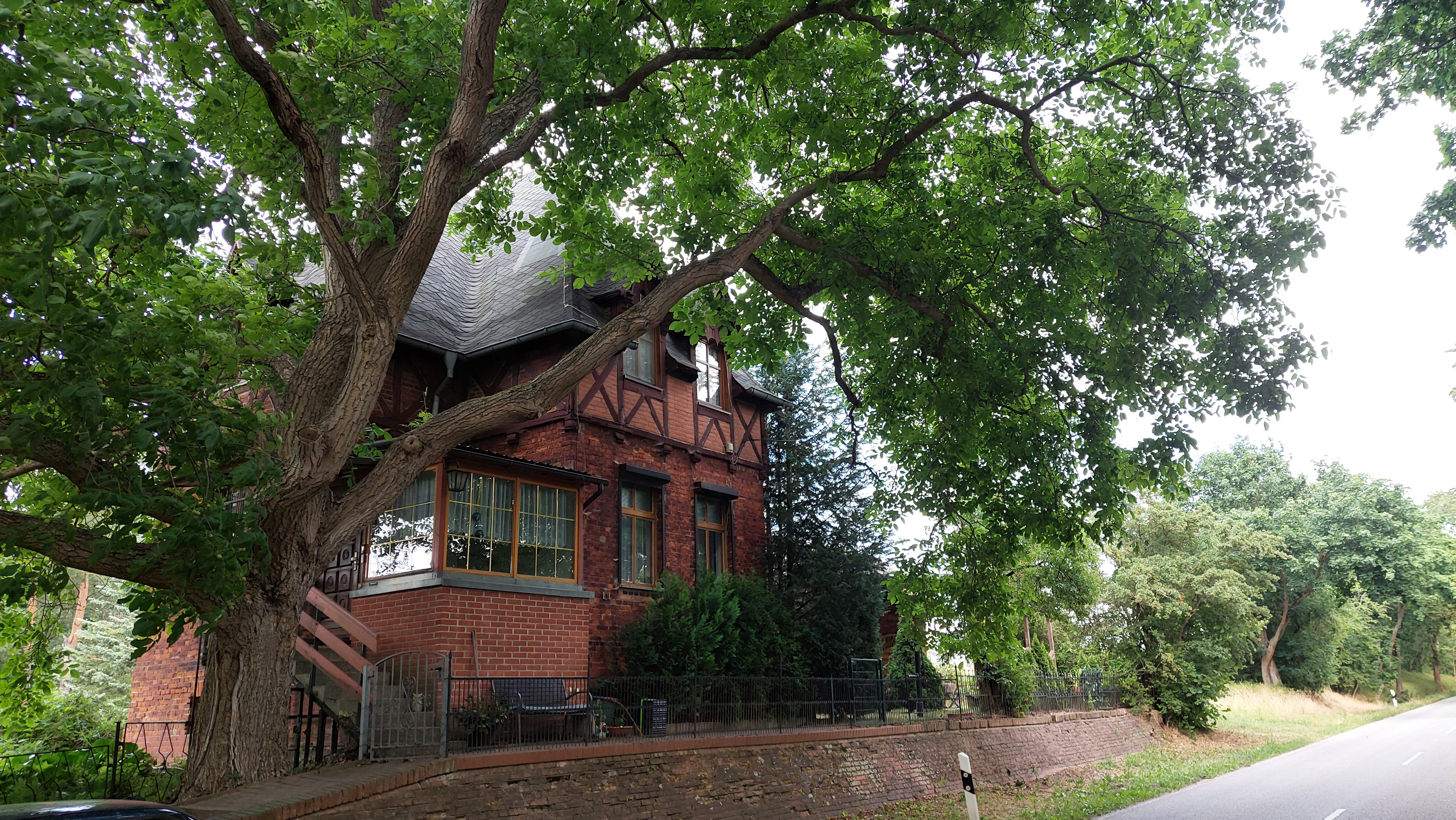
Das Fischerhaus

Fischerhaus ist ein Wohnplatz im Ortsteil Groß Behnitz der Stadt Nauen im brandenburgischen Landkreis Havelland. Der Wohnplatz umfasst lediglich das rund 2.400 Quadratmeter große Grundstück Behnitzer Dorfstraße 101 mit den darauf befindlichen Gebäuden. Darunter befindet sich das namensgebende, denkmalgeschützte ehemalige Fischerhaus, welches heute zu Wohnzwecken dient.

## Lage

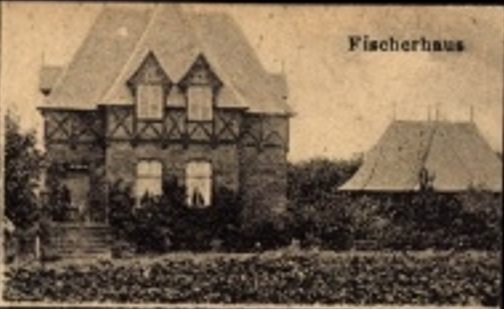
Historische Aufnahme

Das Fischerhaus liegt an der Behnitzer Dorfstraße, Teil der Kreisstraße 6308 und am Klinkgraben Behnitz, ein künstlicher Abfluss des Groß Behnitzer Sees in Richtung des Klein Behnitzer Sees sowie direkt an der Grenze zwischen den Ortsteilen Klein Behnitz und Groß Behnitz. Auch wenn die Bezeichnung Fischerhaus die Vermutung zulässt, liegt es nicht unmittelbar am nahegelegenen Groß Behnitzer See, sondern etwa 180 Meter südlich von dessen Ufer. Das Ufer des Klein Behnitzer Sees liegt sogar über einen Kilometer entfernt.
Dies hängt mit dem fortlaufenden Verlandungsprozess der beiden Seen zusammen, die ursprünglich eine Einheit bildeten. Das Gebiet, auf dem sich bis heute das Fischerhaus befindet, lag demnach am Ostufer des früheren Sees.